# Rețea semantică
O rețea semantică este o notație grafică pentru reprezentarea cunoștințelor în modele de noduri de interconectate și arcuri. Implementarea computațională a rețelelor semantice a avut loc mai întâi pentru inteligența artificială și pentru traduceri automate, însă versiunile anterioare au fost utilizatate pe o perioadă îndelungată în filozofie, psihologie și lingvistică. 
Ce este comun pentru toate rețelele semnatice este reprezentarea grafică declarativă, care poate fi utilizată fie pentru reprezentarea cunoștințelor sau pentru suportul sistemelor automate. Unele vesiuni sunt foarte informale, dar alte versiuni sunt definite în mod oficial sisteme de logică. 

## Clasificare
Mai jos sunt enumerate șase dintre cele mai frecvente tipuri de rețele semantice:
- 1.Rețele de definire – este o relație între un tip de concept și un subtip nou definit. Rețeaua care rezultă, de asemenea numită o generalizare , sprijină regula de moștenire pentru copierea proprietăților definite pentru un supertype destinate pentru toate subtipurile sale. Din moment ce definițiile sunt adevărate prin definiții, informațiile din aceste rețele sunt de multe ori considerate de a fi neapărat adevărate.
- 2.Rețele de afirmare – au fost concepute pentru a-și afirma propozițiile. Spre deosebire de rețelele de definire, informațiile într-o rețea de afirmare se presupune de a fi adevărate, dacă nu este în mod explicit, marcat cu un operator modal. Unele rețele de afirmare au fost propuse ca modele de structuri conceptuale care stau la baza semantică ca limbaj natural.
- 3.Rețele de implicare – folesește implicația ca raport primar pentru conectarea noduri. Ele pot fi folosite pentru a reprezenta modele de credințe, cauzalitate, sau deducții.
- 4.Rețelele executabile - includ un mecanism, cum ar fi un marcaj de trecere sau proceduri atașate, care pot efectua deducții, de a transmite mesaje, sau de căuta modele și asociații.
- 5.Rețele logice - construiesc sau prelungesc reprezentanțele lor prin dobândirea de cunoștințe de la exemple. Cunoștințe noi se poate schimba rețeaua veche, prin adăugarea și ștergerea nodurilor și a arcurilor sau prin modificarea valorilor numerice, numite greutăți, care sunt asociate cu noduri și arcuri.
- 6.Rețelele hibride - combină două sau mai multe dintre tehnicile anterioare, fie într-o rețea unică sau separat, dar cu o interacțiune strânsă cu rețelele.

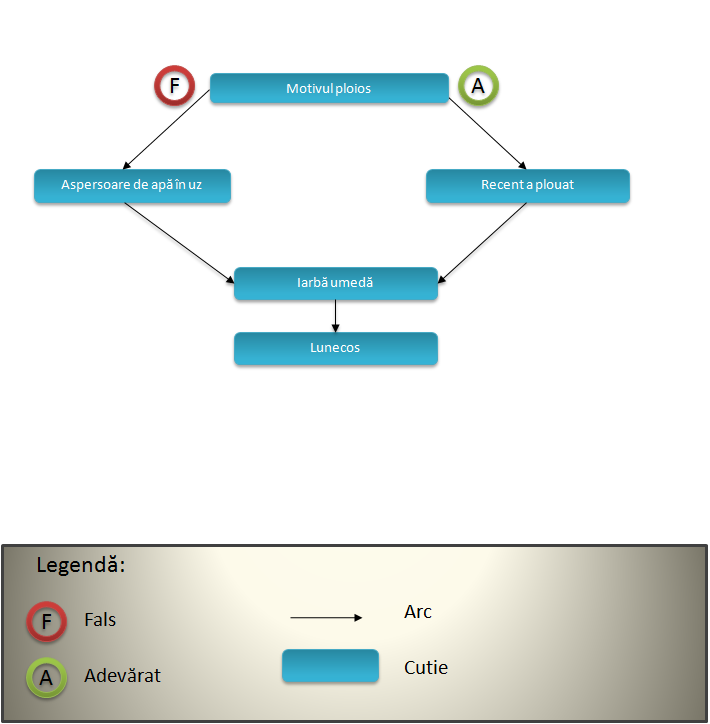
Fig.1 Reprezentarea grafică unei rețele implicative pentru un raționament despre iarba umedă. (Apasăți pe imagine pentru varianta mărită)

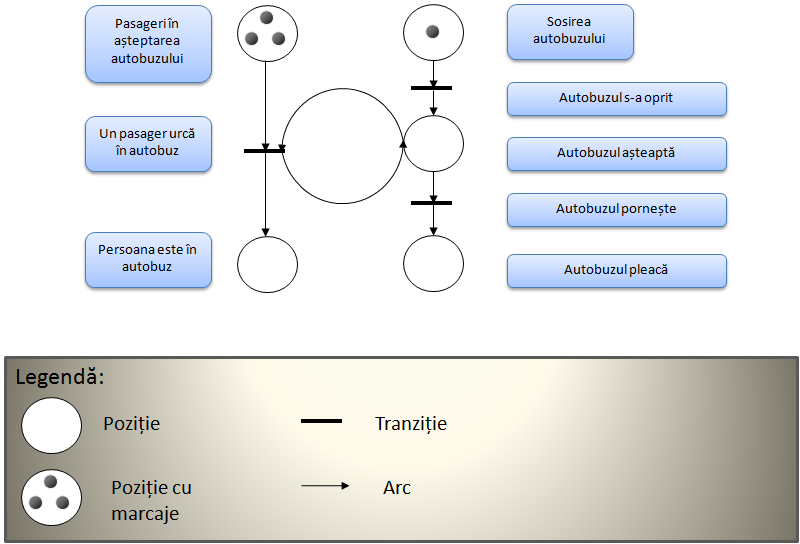
Fig.2 O rețea petri pentru o stație de autubuz.(Apasăți pe imagine pentru varianta mărită)

Unele dintre rețele au fost concepute în mod explicit să pună în aplicare ipoteze despre mecanismele cognitive umane, în timp ce altele au fost proiectate în primul rând pentru eficiența calculatoarelor. Uneori, motive de calcul poate duce la aceleași concluzii ca probe psihologice.

## Descrierea figurii 1
Figura 1 arată cauze posibile pentru iarba alunecoasă: fiecare cutie reprezintă o propunere, precum și săgețile indică implicațiile de la o propozitie la alta. În cazul când este sezonul ploios, săgeata marcată cu T implică faptul că recent plouat; dacă nu, săgeata marcat F implică faptul că aspersoarele de apă sunt în uz. Pentru cutiile cu doar o săgeată care își încetează activitatea, adevărul primei propoziții implică adevărul celei de a doua, dar falsitatea primei propoziții nu face nici o predicție despre cea de a doua. 
Să presupunem că cineva a mers pe jos peste un gazon și a lunecat pe iarbă. Figura 1 reprezintă un fel de cunoștințe de fond pe care victima ar putea folosi ca motiv pentru a discuta despre cauza respectivă. O cauză probabilă a ierbii lunecoase este că iarba este umedă. Ar putea fi ud, deoarece aspersoarele au fost în uz sau că recent a plouat. În cazul sezonului ploios, aspersorul nu ar fi în uz. Prin urmare, a avut loc ploaia.

## Descrierea figurii 2
În partea superioară din stânga a figurii 2, fiecare dintre cele trei markere reprezintă o persoană care este în așteptarea transporului la stația de autobuze. Markerul din partea superioară din dreapta reprezintă sosirea autobuzului. Tranziția cu eticheta „Autobuzul s-a oprit” repezintă un eveniment care funcționează prin eliminarea markerului din poziția „Sosirea autobuzului” și plasarea lui în poziția „Autobuzul așteaptă”. Atunci când autobuzul este în așteptare, tranziția etichetată cu „un pasager urcă în autobuz” este activată deoarece are cel puțin câte un marker în cele două intrări. Procesul funcționează în modul următor, din ambele intrări se scoate câte un marker și se plasează în pozițiile finale. Atâta timp cât autobuzul este în așteptare și există mai mulți oameni care așteptă, prin tranziție trec markere. Se oprește procesul atunci când nu există oameni care așteaptă sau când autocar începe să treacă din poziția „Autobuzul așteaptă” în poziția „Autobuzul pleacă”.

## Vezi și
- Semantică